# Лупашко Роман Сергійович
Лупа́шко Рома́н Сергі́йович — прапорщик Збройних сил України.

## З життєпису
Головний сержант розвідувальної роти 79-ї бригади. В часі з 12 по 18 жовтня 2014-го безпосередньо брав участь у виконанні бойового завдання по обороні Донецького аеропорту. Його підлеглим вдалося утримати зайняті позиції, при цьому нанісши відчутних втрат терористам. Був поранений під час виконання бойового завдання.

## Нагороди
За особисту мужність і героїзм, виявлені у захисті державного суверенітету та територіальної цілісності України, вірність військовій присязі під час російсько-української війни нагороджений
- орденом «За мужність» III ступеня (4.12.2014)